# بليزكون
بليزكون (بالإنجليزية: BlizzCon)‏ هو مؤتمر ألعاب فيديو تعقده بليزارد إنترتينمنت لتسويق سلاسلهم الرئيسية. عقد أول مؤتمر بليزكون في أكتوبر 2005 في مركز مؤتمرات أنهايم في الولايات المتحدة. يتضمن المؤتمر إعلانات متعلقة بالألعاب ومعاينة لألعاب بليزارد إنترتينمنت القادمة ولقاءات بين المطورين واللاعبين.

## وصلات خارجية
- بليزكون على موقع ميوزك برينز (الإنجليزية)

- الموقع الرسمي